# Diecezja Ubon Ratchathani
Diecezja Ubon Ratchathani – rzymskokatolicka diecezja w Tajlandii. Powstała w 1965 jako wikariat apostolski Ubon. Podniesiona do rangi diecezji w 1965. Pod obecną nazwą od 1969.

## Biskupi ordynariusze
- Claude-Philippe Bayet, † (1953–1969)
- Claude Germain Berthold, M.E.P. † (1970–1976)
- Michael Bunluen Mansap † (1976–2006)
- Philip Banchong Chaiyara (2006–2023)
- Stephen Boonlert Phromsena (od 2024)